# Caswell (Maine)
Caswell es un pueblo ubicado en el condado de Aroostook en el estado estadounidense de Maine. En el Censo de 2010 tenía una población de 306 habitantes y una densidad poblacional de 2,84 personas por km².

## Geografía
Caswell se encuentra ubicado en las coordenadas 47°1′11″N 67°51′42″O / 47.01972, -67.86167. Según la Oficina del Censo de los Estados Unidos, Caswell tiene una superficie total de 107.65 km², de la cual 106.97 km² corresponden a tierra firme y (0.63%) 0.68 km² es agua.

## Demografía
Según el censo de 2010, había 306 personas residiendo en Caswell. La densidad de población era de 2,84 hab./km². De los 306 habitantes, Caswell estaba compuesto por el 96.41% blancos, el 0.33% eran afroamericanos, el 2.61% eran amerindios, el 0% eran asiáticos, el 0% eran isleños del Pacífico, el 0% eran de otras razas y el 0.65% pertenecían a dos o más razas. Del total de la población el 0.33% eran hispanos o latinos de cualquier raza.